# Белое (Кимрский район)
Бе́лое — деревня в Кимрском районе Тверской области. Входит в состав Приволжского сельского поселения.

## География
Деревня расположена на правом берегу Волги в 7 км на юго-запад от центра поселения посёлка Приволжский и в 13 км на северо-восток от райцентра города Кимры.

## История
В Кашинской Писцовой книге 1628-29 годов село Белое значится за Осипом Дмитриевым сыном Есипова, а в нем деревянная церковь во имя Николы Чудотворца. В клировой ведомости 1796 года в селе показана деревянная Никольская церковь, построенная в 1596 году.
В 1838 году в селе была построена каменная Никольская церковь с 4 престолами.
В конце XIX — начале XX века село входило в состав Белгородской волости Калязинского уезда Тверской губернии. 
С 1929 года деревня входила в состав Гадовского сельсовета Кимрского района Кимрского округа Московской области, с 1935 года — в составе Калининской области, с 1994 года — в составе Приволжского сельского округа, с 2005 года — в составе Приволжского сельского поселения.

## Население
| 1859 | 1888 | 2002 | 2010 |
| ---- | ---- | ---- | ---- |
| 164  | ↘141 | ↘5   | ↗12  |

## Достопримечательности
В деревне расположена действующая Церковь Николая Чудотворца (1838)